# Derren Nesbitt
Derren Nesbitt, eigentlich Derren Michael Horwitz (* 19. Juni 1935 in London), ist ein britischer Schauspieler.

## Leben
Derren Nesbitt ist ein vielbeschäftigter Film- und Fernsehschauspieler. Seine bekannteste Rolle spielte er wohl als SS-Sturmbannführer von Hapen im Kassenerfolg Agenten sterben einsam (1968) mit Richard Burton und Clint Eastwood. Häufig arbeitete er auch mit Roger Moore zusammen in Folgen der Serien Simon Templar und Die 2, sowie im Kinofilm Bullseye – Der wahnwitzige Diamanten Coup (1990).
Privat war Nesbitt viermal verheiratet. Seine ersten drei Ehen wurden geschieden. Er lebt mit seiner vierten Frau Miranda in Sussex.

## Filmografie (Auswahl)

### Filme
- 1959: Der Weg nach oben (Room at the Top)
- 1961: Der Tod fährt mit (The Man in the Backseat)
- 1961: Der Teufelskreis (Victim)
- 1961: Im Safe wartet der Tod (Strongroom)
- 1962: Polizeispitzel X 2 (The Informers)
- 1962: Spiel mit dem Schicksal (Term of Trial)
- 1964: Menschen in Gefahr (Life in Danger)
- 1965: Die amourösen Abenteuer der Moll Flanders (The Amorous Adventures of Moll Flanders)
- 1966: Der blaue Max (The Blue Max)
- 1966: Der Mann am Draht (The Naked Runner)
- 1966: Unternehmen III. Klasse (Operation Third Form)
- 1968: Agenten sterben einsam (Where Eagles Dare)
- 1969: Monte Carlo Rallye (Monte Carlo or Bust!)
- 1970: Affäre in Berlin (Berlin Affair)
- 1972: Oh, du bist schrecklich (Ooh… you are awful)
- 1976: Ein ganz frivoles Nummernkonto (Get Charlie Tully)
- 1981: Blutiges Öl (The Guns and the Fury)
- 1982: Funny Money
- 1987: Eat the Rich
- 1989: Fatal Sky
- 1990: Bullseye – Der wahnwitzige Diamanten Coup (Bullseye!)
- 2007: Flawless
- 2012: Run for Your Wife
- 2012: The Hot Potato
- 2014: Home for Christmas
- 2018: Tucked

### Fernsehen
- 1960: Geheimauftrag für John Drake (Danger Man) (Folgen 01x02 und 01x25)
- 1963: Simon Templar (The Saint) (Folge 02x13)
- 1964: Doctor Who (7 Folgen: 01x14-01x20)
- 1967: Nummer 6 (The Prisoner) (Folge 11)
- 1967: Der Mann mit dem Koffer (Man in a Suitcase) (1 Folge)
- 1969–1970: Die Spezialisten (Special Branch, 27 Folgen)
- 1971: Die 2 (The Persuaders) (Folge 01x09)
- 1971: UFO (Folge 01x16)
- 1979: Simon Templar – Ein Gentleman mit Heiligenschein (The Return of The Saint) (Folgen 01x17 und 01x18)

## Bibliografie
- Derren Nesbitt: biblical myths and falsehoods. Junct, 2011 ISBN 613738338-5.